# Castelo de Almeida
O Castelo de Almeida, castelo medieval de que restam algumas estruturas, localiza-se na vila, na freguesia e no município de Almeida, no Distrito da Guarda, em Portugal.
Integrante da chamada Linha do Tejo, fronteira do reino de Portugal ao se encerrar o século XIII, tinha como função o povoamento e defesa das terras de Ribacôa. 
Os remanescentes do castelo medieval que integram as defesas da Praça-forte de Almeida estão classificados como Monumento Nacional, inseridos na povoação que goza do estatuto de Aldeia Histórica.

## História

### Antecedentes
A ocupação humana de seu sítio remonta a um castro pré-histórico, sucedido sucessivamente pelos romanos, pelos Suevos, pelos Visigodos e pelos Muçulmanos, estes últimos responsáveis pelo primitivo castelo. A povoação então existente denominava-se Talmeyda (mesa em árabe), exprimindo a topografia da sua implantação, em constaste com a serra da Marofa, ao fundo, que na mesma língua significava "guia".

### O castelo medieval
À época da Reconquista cristã da Península Ibérica, a povoação e seu castelo foram conquistadas pelas forças do reino de Leão, reconquistadas pelos muçulmanos e, finalmente, pelas forças de Portugal.
Integrante do território de Ribacôa, disputado a Leão por D. Dinis (1279-1325), a sua posse definitiva para Portugal foi assegurada pelo Tratado de Alcanices (1297). O soberano, a partir de então, procurou consolidar-lhe as fronteiras, fazendo reedificar o Castelo de Alfaiates, o Castelo de Almeida, o Castelo Bom, o Castelo Melhor, o Castelo Mendo, o Castelo Rodrigo, o Castelo de Pinhel, o Castelo do Sabugal e o Castelo de Vilar Maior.
Deste modo, iniciaram-se os trabalhos de reconstrução do primitivo castelo e de uma cerca para a vila, obras que se renovaram durante o reinado de D. Fernando (1367-83), que desta vila pretendeu assaltar Castela.
No contexto da Crise de 1383-1385, a vila e o seu castelo foram conquistados pelas forças de D. João I (1383-1433).
Mais tarde, sob o reinado de D. Manuel I (1495-1521) a linha de muralhas foi duplicada, estando associado a essas obras o nome de Mateus Fernandes, arquitecto do Mosteiro da Batalha. A povoação e seu castelo encontram-se figurados por Duarte de Armas (Livro das Fortalezas, c. 1509). Era seu alcaide, à época (1496-1512), o marquês de Vila Real.

### Da Guerra da Restauração aos nossos dias
No contexto da Guerra da Restauração da Independência, a povoação e seu antigo castelo foram revalorizadas por sua posição estratégica fronteiriça. Receberam a partir de então extensos trabalhos de modernização, com estruturas abaluartadas, que as transformaram em uma monumental Praça-forte.
À época da Guerra Peninsular, a praça foi cercada por tropas francesas sob o comando do general André Masséna (Agosto de 1810). Na ocasião, sob o fogo da artilharia inimiga, o paiol de pólvora explodiu, arrasando o castelo medieval e parte da vila, matando e ferindo mais de 500 pessoas. As brechas abertas nas muralhas pelo impacto da explosão forçaram capitulação da praça que passou a ser guarnecida pelos franceses. Poucos meses mais tarde, sofreu novo sítio, agora por tropas inglesas. Acuados, os defensores franceses conseguiram se retirar, explodindo a praça atrás de si, o que causou extensos danos.
O conjunto encontra-se classificado como Monumento Nacional por Decreto publicado em 3 de Fevereiro de 1928.
Os recentes trabalhos de escavação arqueológica colocaram a descoberto não apenas trechos das antigas muralhas, como também do primitivo fosso que as envolvia.

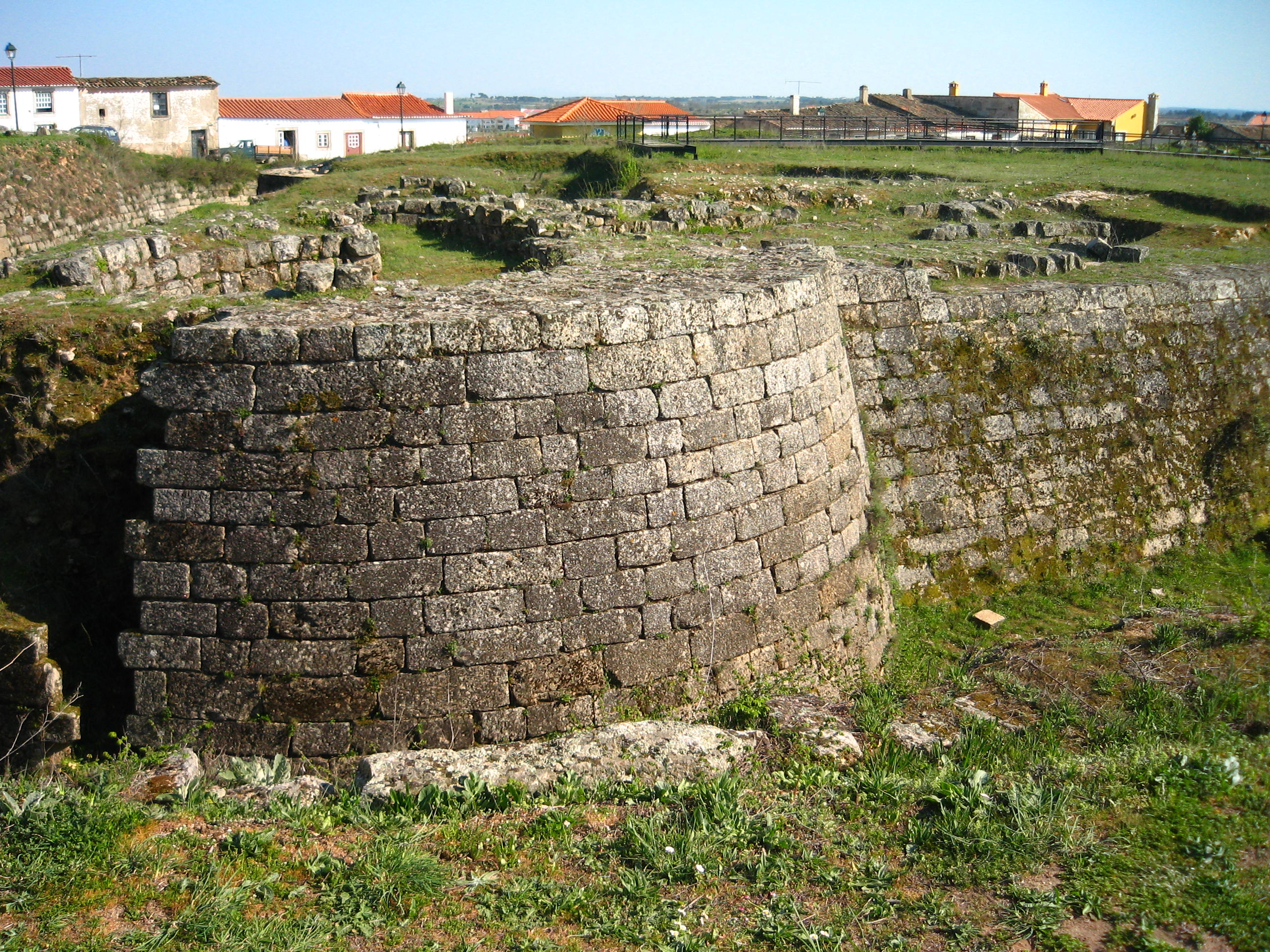
Ruínas do Castelo. Escarpa do fosso.